# Wierzchucin Królewski
Wierzchucin Królewski (niem. Königlich Wierzchucin, Wierkutschin, 1942-1945 Wiershütten) – wieś w Polsce położona w województwie kujawsko-pomorskim, w powiecie bydgoskim, w gminie Koronowo.

## Podział administracyjny
Do 1954 roku miejscowość była siedzibą gminy Wierzchucin Królewski.

## Demografia
Według danych Urzędu Gminy Koronowo (XII 2015 r.) miejscowość liczyła 601 mieszkańców.

## Historia

### Dawne nazwy
Podczas okupacji administracja niemiecka kolejno zmieniła nazwę wsi na: Wierkutschin (1939-1942) i Wiershütten (1942-1945).

### Kościół parafialny
Około 1248 r. została utworzona parafia w Wierzchucinie.
Pierwsza wzmianka o Wierzchucinie pochodzi z 1288 roku, z akt klasztoru w Byszewie. Na początku był tu kościół drewniany zbudowany przez cystersów. W 1404 roku król Władysław II Jagiełło zapisał osadę opactwu w Byszewie i stąd prawdopodobnie pochodzi przymiotnik Królewski w nazwie miejscowości. W okresie późniejszym na miejscu drewnianej świątyni cystersi wybudowali kościół parafialny pw. św. Piotra i Pawła. W latach 1930–1931 ks. Bolesław Paluchowski zainicjował budowę nowego kościoła, który został konsekrowany przez prymasa Polski kard. Augusta Hlonda. W kwietniu 1940 r. ksiądz Paluchowski został aresztowany przez Niemców i wkrótce zginął śmiercią męczeńską w obozie koncentracyjnym w Oranienburgu.

## Zabytki
Według rejestru zabytków NID na listę zabytków wpisany jest pseudobarokowy kościół parafialny pw. św.św. Apostołów Piotra i Pawła, 1929-30, nr rej.: A/1546 z 1.12.2009, o wystroju rokokowym.